# Cyclosorus terminans
Cyclosorus terminans är en kärrbräkenväxtart som först beskrevs av Nathaniel Wallich och William Jackson Hooker och som fick sitt nu gällande namn av Kung Hsieh Shing.
Cyclosorus terminans ingår i släktet Cyclosorus och familjen Thelypteridaceae. Inga underarter finns listade i Catalogue of Life.